# Lisa Kirk
Lisa Kirk, all'anagrafe Elsie Kirk (Brownsville, 25 febbraio 1925 – New York, 11 novembre 1990) è stata un'attrice, cantante e ballerina statunitense, attiva in campo teatrale, televisivo e cinematografico.

## Biografia
Si immatricolò all'Università di Pittsburgh per studiare giurisprudenza, ma interruppe gli studi per dedicarsi alla recitazione e al canto. Cominciò a recitare a Broadway negli anni 40, ottenendo un grande successo nel 1948 con Kiss Me, Kate, in cui interpretava la giovane Lois Lane; cinque anni dopo tornò a recitare in una produzione regionale del musical, questa volta nel ruolo della protagonista Lilli Vanessi. Continuò a recitare a Broadway durante gli anni 60 e anni 70 - particolarmente apprezzata fu la sua performance nel flop Mack and Mabel - e fece il suo debutto londinese nel 1989, con il musical Nymph Errant in scena al Theatre Royal Rury Lane con Patricia Hodge, Larry Kert, Kaye Ballard, Andrea McArdle, Maureen McGovern, Alexis Smith, Virginia McKenna, Liliane Montevecchi e Patrice Munsel.
Alla carriera teatrale affiancò apparizioni televisive e cinematografiche, tra cui Vita da strega e Una moglie per papà, oltre che il film di Mel Brooks Per favore, non toccate le vecchiette. Nel 1962 doppiò Rosalind Russell nella parti cantate del film La donna che inventò lo strip-tease.
È stata sposata con Robert Wells dal 1949 al 1990 e la coppia non ha avuto figli.

## Filmografia

### Cinema
- La donna che inventò lo strip-tease (Gypsy), regia di Mervyn LeRoy (1962)
- Per favore, non toccate le vecchiette (The Producers), regia di Mel Brooks (1968)

### Televisione
- Studio One – serie TV, 1 episodio (1950)
- Kraft Television Theatre – serie TV, 1 episodio (1951)
- General Electric Theater – serie TV, episodio 4x09 (1955)
- Suspicion – serie TV, 1 episodio (1958)
- Carovana (Stagecoach West) – serie TV, episodio 1x14 (1961)
- Vita da strega (Bewitched) – serie TV, 1 episodio (1967)
- Una moglie per papà (The Courtship of Eddie's Father) – serie TV, 1 episodio (1971)